# Shinkansen
Shinkansen (Japansk: 新幹線) er en fælles betegnelse for de japanske højhastighedstog. Ruten Tokyo-Nagoya-Osaka var den første rute, der blev indviet i 1964. Siden er Shinkansen ekspanderet og har nu forbindelser til de fleste storbyer i Japan. Shinkansen kørte i begyndelse med en hastighed på 200 km/t. Siden maj 2006 har hastigheden på nogle linjer været op over 300 km/t, bl.a. på Nozomi (のぞみ, 'håb') linjen.
Turen fra Tokyo til Kyoto er over 500 km lang og tilbagelægges på 2 1/2 time. Hastighedsrekorden på 443 km/t blev sat i juli 1996 med en eksperimentel prototype (class 955). Jernbanestrækningerne er stadig under udbygning. Der er dermed forbindelse hele vejen fra Tokyo. I 1982 blev Shinkansen åbnet til den nordlige del af hovedøen Honshū.
Shinkansen betyder bogstaveligt Ny hovedlinie spor og henviser derfor kun til selve sporene. Toget bliver officielt beskrevet som "Super Ekspress" (超特急 chō-tokkyū); dog anvendes dette navn sjældent i selve Japan. Shinkansen kaldes også for "bullet train". I modsætning til ældre spor, bruger Shinkansen standardsporvidde, og benytter tunneler og viadukter under og over forhindringer i stedet for at køre uden om dem.

## Historie
Japan var det første land i verden, som byggede en jernbane, der var egnet til højhastighedstog.
På grund af landets meget kuperede landskab, var de tidligere jernbaner smalsporede med en sporvidde på kun 1067 mm. Strækningernes linjeføring var ikke direkte mellem byer, og kunne ikke bruges til højhastighed. Det betød at Japan havde brug for en ny højhastighedsjernbane. I andre lande, som allerede brugte normalspor (1435 mm) eller bredspor var det nemmere at opgradere til højere hastighed.
Shinkansen-sporene har normalsporvidden. De er meget jævne, og der anvendes langskinnespor, dvs. at skinnerne er sammensvejset uden de ellers nødvendige stødspillerum ved samlingerne.

### Tidlige forslag
Det populære engelske navn for togene bullet train (projektiltog) er en oversættelse af det japanske koncept ”dangan ressha (弾丸列車)”, som var et kælenavn projektet fik, da det endnu blev diskuteret i 1930'erne. Navnet har overlevet, måske på grund af den tætte lighed mellem Shinkansen togets udseende og den runde form som projektiler har, og fordi det kører med høj hastighed.
"Shinkansen" navnet blev først formelt brugt i 1940'erne som navnet på en passager- og godsrute kørt på spor med normalsporvidde mellem Tokyo og Shimonoseki, som brugte damplokomotiver og elektriske lokomotiver. Disse tog havde en maximal hastighed på omkring 200 km/t (det var dobbelt så hurtigt som de andre tog, der kørte i Japan på dette tidspunkt). I de følgende 3 år kom jernbaneministeren med en endnu mere ambitiøs plan. Det var en udvidelse af jernbanenetværket igennem en tunnel til Korea og endda Singapore. Det blev også foreslået at lave forbindelser til den Transsibiriske jernbane og andre hovedlinjespor. Planerne blev formelt annulleret i 1943, fordi Japans styrke var blevet svækket under anden verdenskrig, dog blev sporkonstruktionen fortsat nogle steder, og en del tunneler, der bruges af de nuværende Shinkansen-tog, stammer tilbage fra krigstiden.

### Konstruktion
Højhastighedsjernbaneprojektet blev lagt til side efter Japan havde tabt i anden verdenskrig i 1945. I midten af 1950'erne besluttede jernbaneministeren at genoptage Shinkansen-projektet, da Tokaido-hovedruten var overbelastet. Den japanske regering godkendte projektet i 1958, og konstruktionen af den første del af Tōkaidō Shinkansen mellem Tokyo og Osaka startede i 1959. En stor del af finansieringen kom fra et 80 millioner dollarlån fra verdensbanken. En forsøgsfacilitet for rullende materiel er nu en del af det spor i Kamonomiya som blev åbnet i 1962.
Tokaido Shinkansen åbnede d. 1. oktober 1964, lige tids nok til de Olympiske lege i Tokyo. Den var en stor succes, og rundede 100 mio togpassagerer på mindre end tre år, d. 13. juli, 1967. En milliard passagerer havde kørt med togene i 1976. 16 togsæt blev introduceret for Expo '70 i Osaka.
De første Shinkansen tog kørte med en højeste hastighed på 210 km/t. Senere blev hastigheden øget til 220 km/t; nogle af togene med de berømte projektillignende næser er stadig i brug. En af motorvognene fra de første tog står nu på British National Railroad Museum i York.

### Udvidelse af spornettet
Projektets succes betød at den første udvidelse mod vest til Hiroshima og fra Fukuoka (Sanjo Shinkansen), blev færdiggjort i 1975.
Premierministeren Kakuei Tanaka var en passioneret støtte af Shinkansen-projektet og hans regering foreslog en omfattende udvidelse af Shinkansen-jernbanenettet parallelt med det eksisterende hovedspor i Japan. To nye strækninger, Tohoku Shinkansen og Joetsu Shinkansen, blev bygget på baggrund af denne plan. Mange af de planlagte ruter blev dog annulleret eller forsinket, fordi den nationale jernbanes gæld blev for stor. Gælden kunne primært tilskrives byggeomkostninger til Shinkansen-spornettet. I begyndelsen af firserne var Japans nationale jernbane praktisk talt insolvent, og det blev derfor privatiseret i 1987.
Trods denne situation fortsatte udviklingen af Shinkansen. Mange nye typer tog blev produceret, de fleste med deres eget specielle udseende. Shinkansen-tog kører nu ofte ved hastigheder op til 300 km/t, og er derfor nogle af de hurtigste tog på verdensplan, sammen med de franske TGV Thalys og Eurostar, de italienske TAV, portugisiske Alfa Pendular, spanske AVE, tyske ICE og sydkoreansk KTX-tog.
Siden 1970 har udviklingen Chūō Shinkansen været i gang, et maglevtog der efter planen skulle køre fra Tokyo til Osaka. D. 2. december 2003 nåede et 3-vogns maglevtogsæt den nuværende hastighedsrekord på 581 km/t.
I 2003 rapporterede JR Central at Shinkansens gennemsnitlige ankomsttid var indenfor 6 sekunder af den planlagte ankomttid. Det var inklusiv alle naturlige og menneskelige fejl og uheld. Det blev beregnet ud fra data fra 160.000 ture med Shinkansen. Den tidligere rekord var fra 1997 og lå på 18 sekunder. Japan fejrede 40 år med højhastighedsjernbanekørsel i 2004. Tōkaidō Shinkansen linjen havde alene kørt med 4,16 milliarder passagerer på dette tidspunkt. Ifølge Japanrail [kilde mangler], har hele netværket transporteret mere end 6 milliarder passagerer til deres mål.

### Fremtiden
Den høje hastighed togene kører med giver anledning til bekymring om støj, og det gør udvikling af hurtigere tog vanskeligt. Der foregår en del forskning indenfor støjreduktion, især i at prøve at reducere tunnelbrummefænomenet, som er skabt af hurtig kørsel igennem tunneler. Alligevel er der planlagt to hastighedsforøgelser, den ene er en stigning til 350 km/t for nye tog på Sanyōruten, og den anden til 360 km/t ved brug af FASTECH 360 tog som bliver testet på Tōhoku Shinkansen.
Kyushu Shinkansen fra Kagoshima til Yatsushiro åbnede i marts 2004. Yderligere tre udvidelser er planlagt med åbning i 2010: Hakata-Yatsushiro, Hachinohe-Aomori, og i 2014: Nagano-Kanazawa. Der er også langsigtede planer om at udvide Hokkaidō Shinkansen fra Aomori til Sapporo (igennem Seikan-tunnelen), Kyushu Shinkansen til Nagasaki, såvel som en komplet forbindelse fra Kanazawa til Osaka, dog forventes ingen af disse at stå færdige før 2020.
Narita Shinkansen-projektet (en jernbanestrækning fra Tokyo til Narita International Airport) blev påbegyndt i 1970'erne, men senere annulleret i 1983 efter protester fra lodsejere i området. Projektet er officielt annulleret og slettet fra basisplanen som styrer konstruktionen af Shinkansen. Dele af dens planlagte offentlige sti vil blive benyttet af Narita hurtigjernbane, når den åbner i 2010. NRR vil bruge spor af normalsporvidde, og det vil ikke være muligt efterfølgende at ændre den så den bliver en fuld Shinkansen-sporstrækning.

### Sikkerhed
Ingen passager er kommet til skade på grund af afsporing af eller kollisioner med Shinkansen. Skader, og en enkelt fatal ulykke, er sket på grund af at passagerer eller ejendele er kommet i klemme i dørene. Dette sker dog sjældent, og der er medarbejdere tilstede på alle perroner, som skal sørge for passagerernes sikkerhed.
Mange har begået selvmord ved at hoppe fra kørende tog og foran tog. Det har resulteret i at nogle stationer har fået afspærringer for at undgå at passagerer har adgang til sporerne. Et tilfælde den 9. januar 1999 på Sakudaira Station på Nagano Shinkansen viste at selv en barriere ikke kan sætte en stopper for beslutsomme selvmordere. En mand klatrede over beskyttelsesbarrieren og blev ramt af et tog, som skulle køre igennem stationen uden standsning.
Den eneste afsporing af et Shinkansen-tog med passagerer skete i forbindelse med Chūetsu jordskælvet den 23. oktober 2004. Otte af de ti vogne af Toki No. 325 tog på Jōetsu Shinkansen sporen blev afsporet nær Nagaoka Station i Nagaoka, Niigata. Ingen kom til skade eller døde ud af de 154 passager. I tilfælde af jordskælv, er der et jordskælvsdetektions system, som hurtigt vil stoppe toget. Den næste generation (FASTECH 360 tog), vil have en ørelignende bremsevinge, der kan slås ud for at assistere ved bremsning fra høje hastigheder.

## Liste over Shinkansen-ruter
Shinkansens hovedruter er:
- Tōkaidō Shinkansen (Tōkyō – Shin-Ōsaka)
- Sanyō Shinkansen (Shin-Ōsaka – Hakata)
- Tōhoku Shinkansen (Tōkyō – Shin-Aomori)
- Jōetsu Shinkansen (Ōmiya – Niigata)
- Hokuriku Shinkansen eller Nagano Shinkansen (Takasaki – Nagano)
- Kyūshū Shinkansen (Hakata – Kagoshima-Chūō)

To ruter kan tilføjes, kendt som Mini-Shinkansen (ミニ新幹線), som også blev konstrueret ved opgradering af dele af de ældre spornetværk.
- Yamagata Shinkansen (Fukushima – Shinjō)
- Akita Shinkansen (Morioka – Akita)

Der er to standardspor som ikke er klassificeret som Shinkansen-ruter, men har Shinkansen-lignende tjenester.
- Hakata Minami Line (Hakata – Hakata-Minami)
- Gala-Yuzawaruten – er i teknisk forstand en gren af Jōetsuruten – (Echigo-Yuzawa – Gala-Yuzawa)

## Fremtidige togstrækninger
Mange Shinkansen-ruter blev foreslået under opsvinget først i 1970'erne, men er ikke blevet bygget. Disse kaldes Seibi Shinkansen (整備新幹線) eller "planlagt Shinkansen". En af disse togruter, Narita Shinkansen-ruten til Narita Lufthavn, er blevet offentligt annulleret, men få af dem er endnu under udvikling.
- Udvidelse af Hokuriku Shinkansen til Kanazawa er under konstruktion, planlagt åbning 2014. En fuldstændig udvidelse af linjen til Osaka er under udvikling, og kun Fukui Station er under opbygning.
- Den anden del af Kyushu Shinkansen rute fra Takeo-Onsen til Isahaya er under konstruktion.
- Hokkaidō Shinkansen fra Shin-Aomori til Shin-Hakodate er under konstruktion, planlagt åbning 2015. En ynderligere udvidelse af linjen fra Shin-Hakodate til Sapporo er under udvikling.

## Shinkansen-teknologi udenfor Japan
Jernbaner som bruger Shinkansen-teknologi er ikke begrænset til Japan. Højhastighedsjernbanen i Taiwan bruger 700T serietog bygget af Kawasaki Heavy Industries. Kina har 60 8-vogns 200 km/h EMUer baseret på E2-1000 serie, modelbygget af en konsortium stiftet af Kawasaki Heavy Industries, Mitsubishi Electric og Hitachi, som blev leveret i begyndelsen af marts 2006. Channel Tunnel Jernbane, bruger Hitachi-bygget EMUer-tog baseret på Shinkansen-teknologi og vil eksportere dem til brug på højhastighedspendlerruter i Storbritannien.

## Liste over Shinkansentogtyper
Togene kan have op til 16 vogne. Hver vogn måler på 25 meter i længden. De længste er 400 m lange, og jernbanestationerne er derfor meget lange for at togene kan være der.
- Passagertog
  - 0 Series
  - 100 Series
  - 200 Series
  - 300 Series
  - 400 Series (Mini-Shinkansen)
  - 500 Series
  - 700 Series
  - 700T Series (Taiwan Shinkansen)
  - N700 Series
  - 800 Series
  - E1 Series (Max)
  - E2 Series
  - E3 Series (Mini-Shinkansen)
  - E4 Series (Max)
  - E5 Series
  - E6 Series (Mini-Shinkansen)
- Eksperimentelle tog
  - 1000 Type
  - 951 Type
  - 961 Type
  - 962 Type
  - 500-900 Serie (WIN 350)
  - 952/953 Type (STAR 21)
  - 955 Type (300X)
  - E954 Type (FASTECH 360 S)
  - E955 Type (FASTECH 360 Z)(Lille-Shinkansen)

- Vedligeholdelsestog
  - 911 Type Diesel Lokomotiv
  - 912 Type Diesel Lokomotiv
  - DD18 Type Diesel Lokomotiv
  - DD19 Type Diesel Lokomotivet
  - 944 Type (Rednings Tog)
  - 921 Type 0 Tal (Spor undersøgelses vogn)
  - 922 Type (Doktor Gul gruppe T1, T2, T3)
  - 923 Type (Doktor Gul gruppe, T5)
  - 925 Type (Doktor Gul gruppe S1, S2)
  - E926 Type (Øst) (Mini-Shinkansen)

## Liste over Shinkansenruter
Det var meningen at togene skulle transportere passagerer og fragt hele døgnet. Nu transporterer Shinkansenruterne kun folk om dagen. Ruten lukker ned mellem midnat og 06:00 for reparation og vedligeholdelse. De få natruter, som stadig kører i Japan, kører på de gamle netværk med snævre spor, der løber parallelt med Shinkansenruterne.
- Tokaido Shinkansen og Sanyo Shinkansen
Nozomi
Hikari
Hikari Rail Star (kun i Sanyo området)
Kodama
- Sanyo Shinkansen og Kyushu Shinkansen
Mizuho
Sakura
Tsubame (kun i Kyushu området)
- Tohoku Shinkansen, Yamagata Shinkansen og Akita Shinkansen
Hayate
Yamabiko, Max Yamabiko
Nasuno, Max Nasuno
Aoba (ophørt)
Komachi (Akita Shinkansen)
Tsubasa (Yamagata Shinkansen)
- Joetsu Shinkansen
Toki, Max Toki
Tanigawa, Max Tanigawa
Asahi (ophørt), Max Asahi (ophørt)
- Hokuriku Shinkansen (Nagano Shinkansen)
Asama, Max Asama

## Yderligere læsning
Hood, Christopher P. (2006). Shinkansen – From Bullet Train to Symbol of Modern Japan. London: Routledge. ISBN 0-415-32052-6.